# Improperia
De Improperia, Improperiën of Beklag Gods is een gezang tijdens de kruisverering in de Latijnse liturgie van Goede Vrijdag. De titel Improperia komt uit het Kerklatijn, en is meervoud van improperium = verwijt, namelijk het verwijt van Christus aan het volk dat hem ter dood bracht. In de geschiedenis zijn de Improperia gebruikt om het antisemitisme te voeden, waarbij Joden worden gezien als de moordenaars van Jezus.
Het gezang is waarschijnlijk van Byzantijnse oorsprong. Het wordt door het koor gezongen, terwijl de gelovigen het kruis vereren. Na de Improperia wordt het Crux fidelis gezongen. Aanvankelijk werden de Improperia eenstemmig (gregoriaans) getoonzet, maar later werden ze herhaaldelijk meerstemmig gecomponeerd, onder andere door Palestrina (ca. 1525 - 1594).

## Inhoud van de Improperia
Dit gezang heeft de vorm van een vraag- en antwoordgezang (responsoriaal gezang). De figuur van Jezus beklaagt zich over het feit dat zijn volk ("popule meus") ondankbaar is geweest, terwijl hij het onder andere uit Egypte heeft geleid en het gevoed heeft met manna gedurende de 40-jarige tocht door de woestijn. Het koor antwoordt met een bede tot God.
De Improperia bestaan uit drie delen. Het eerste deel bestaat uit drie verwijten, namelijk, Popule meus (Micha 6:3), Quia eduxi en Quid ultra (Jeremia 2:21), en een deel gebaseerd op het trisagion (Sanctus Deus, Sanctus fortis, Sanctus immortalis) dat na elk van de verwijten in het Latijn en het Grieks wordt herhaald. Het tweede deel bevat negen verwijten. Het derde deel hoort niet strikt tot de Improperia. Het bestaat uit de antifoon Crucem tuam adoramus, het eerste vers van Psalm 67 (Deus misereatur nostri), het gedicht Crux fidelis van Venantius Fortunatus en de hymne Pange lingua gloriosi lauream.
Vooral het refrein (Trisagion, driemaal heilig) in het Grieks en het Latijn is opvallend. Het Trisagion is met het Kyrie een van de weinige overgebleven Griekse teksten in de Latijnse liturgie.
Zowel het zich beklagen van God over zijn volk, als de vraag en antwoordvorm ervan, ademen een Judaïsche traditie.

## Tekst
| Latijnse tekst | Nederlandse vertaling |
| --- | --- |
| 1. Popule meus, quid feci tibi ? aut in quo contristavi te ? responde mihi. Quia eduxi te de terra Ægypti : parasti Crucem :Salvatori tuo. Agios o Theos. Sanctus Deus. Agios ischyros. Sanctus fortis. Agios athanatos, eleïson imas. Sanctus immortalis, miserere nobis. 2. Quia eduxi te per desertum quadraginta annis : et manna cibavi te, et introduxi te in terram satis bonam : parasti Crucem :Salvatori tuo. Agios o Theos. Sanctus Deus. Agios ischyros. Sanctus fortis. Agios athanatos, eleïson imas. Sanctus immortalis, miserere nobis. 3. Quid ultra debui facere tibi, et non feci ? Ego quidem plantavi te vineam meam speciosissimam : et tu facta es mihi nimis amara : aceto namque sitim meam potasti, et lancea perforasti latus Salvatori tuo. Popule meus, quid feci tibi ? aut in quo contristavi te ? responde mihi. 4. Ego propter te flagellavi Ægyptum cum primogenitis suis; et tu me flagellatum tradidisti. Popule meus, quid feci tibi ? aut in quo contristavi te ? responde mihi. 5. Ego eduxi te de Ægypto, demerso Pharaone in Mare Rubrum, et tu me tradidisti principibus sacerdotum. Popule meus, quid feci tibi ? aut in quo contristavi te ? responde mihi. 6. Ego ante te aperui mare; et tu aperuisti lancea latus meum. Popule meus, quid feci tibi ? aut in quo contristavi te ? responde mihi. 7. Ego ante te præivi in columna nubis; et tu me duxisti ad prætorium Pilati. Popule meus, quid feci tibi ? aut in quo contristavi te ? responde mihi. 8. Ego te pavi manna per desertum; et tu me cæcidisti alapis et flagellis. Popule meus, quid feci tibi ? aut in quo contristavi te ? responde mihi. 9. Ego te potavi aqua salutis de petra; et tu me potasti felle et aceto. Popule meus, quid feci tibi ? aut in quo contristavi te ? responde mihi. 10. Ego propter te Chananæorum reges percussi; et tu percussisti arundine caput meum. Popule meus, quid feci tibi ? aut in quo contristavi te ? responde mihi. 11. Ego dedi tibi sceptrum regale; et tu dedisti capiti meo spineam coronam. Popule meus, quid feci tibi ? aut in quo contristavi te ? responde mihi. 12. Ego te exaltavi magna virtute; et tu me suspendisti in patibulo Crucis. Popule meus, quid feci tibi ? aut in quo contristavi te ? responde mihi. | 1. Mijn volk, wat heb Ik u gedaan? of waarmee heb Ik u bedroefd? Antwoord Mij. Omdat Ik u uit het land van Egypte heb gevoerd: hebt gij voor uw Verlosser een Kruis bereid. Heilige God Heilige Sterke Heilige Onsterfelijke, ontferm U over ons. 2. Omdat Ik u gedurende veertig jaren door de woestijn heb geleid, met manna gespijzigd, en een heerlijk land binnengeleid: hebt gij voor uw Verlosser een Kruis bereid. Heilige God Heilige Sterke Heilige Onsterfelijke, ontferm U over ons. 3. Wat meer had Ik voor u moeten doen dat Ik niet gedaan heb Ik immers heb u geplant als mijn allerschoonste wijngaard: en gij zijt Mij zeer bitter geworden: want met azijn hebt gij mijn dorst gelest en met een lans hebt gij de zijde van uw Verlosser doorboord. Mijn volk, wat heb Ik u gedaan? of waarmee heb Ik u bedroefd? Antwoord Mij. 4. Ik heb om u Egypte en zijn eerstgeborenen gegeseld; en gij hebt Mij gegeseld en overgeleverd. Mijn volk, wat heb Ik u gedaan? of waarmee heb Ik u bedroefd? Antwoord Mij. 5. Ik heb u uit Egypte gevoerd en Pharao in de Rode Zee verdronken: en gij hebt Mij overgeleverd aan de hogepriesters. Mijn volk, wat heb Ik u gedaan? of waarmee heb Ik u bedroefd? Antwoord Mij. 6. Ik heb voor u de zee geopend: en gij hebt met een lans mijn zijde geopend. Mijn volk, wat heb Ik u gedaan? of waarmee heb Ik u bedroefd? Antwoord Mij. 7. Ik ben voor u uitgegaan in de wolkkolom: en gij hebt Mij naar het rechthuis van Pilatus gevoerd. Mijn volk, wat heb Ik u gedaan? of waarmee heb Ik u bedroefd? Antwoord Mij. 8. Ik heb u in de woestijn met manna gespijzigd: en gij hebt Mij met vuist en gesel geslagen. Mijn volk, wat heb Ik u gedaan? of waarmee heb Ik u bedroefd? Antwoord Mij. 9. Ik heb u gelaafd met heilzaam water uit de rots: en gij hebt Mij gelaafd met gal en azijn. Mijn volk, wat heb Ik u gedaan? of waarmee heb Ik u bedroefd? Antwoord Mij. 10. Ik heb om u de koningen der Kanaänieten geslagen: en gij hebt Mij met een rietstok op het hoofd geslagen. Mijn volk, wat heb Ik u gedaan? of waarmee heb Ik u bedroefd? Antwoord Mij. 11. Ik heb u een koninklijke scepter gegeven: en gij hebt mijn hoofd met doornen gekroond. Mijn volk, wat heb Ik u gedaan? of waarmee heb Ik u bedroefd? Antwoord Mij. 12. Ik heb u verheven met grote kracht: en gij hebt Mij gehangen aan het Kruishout. Mijn volk, wat heb Ik u gedaan? of waarmee heb Ik u bedroefd? Antwoord Mij. |

## Betekenis
Christenen zien in de Improperia een uiting van het feit dat allen geconfronteerd worden met zowel de schuld die zij dragen aan het oprichten van het kruis als het heil dat dit kruis hun brengt. De kruismeditatie is daarom een akte van schuldbelijdenis, toewijding en van hoop.

## Geschiedenis
Sommigen denken dat de Improperia waarschijnlijk zijn ontstaan ten tijde van Ignatius (2e eeuw), Johannes Chrysostomos (4e eeuw) en Augustinus. In die tijd heerste er een klimaat van anti-judaïsme, waarin het joodse volk werd verguisd, vanwege Christus' kruisdood. Anderen denken dat de Improperia zijn ontstaan in de 9e eeuw. Een vroege bron, waarin de Improperia met liturgische aanwijzingen zijn opgenomen, is een 11e-eeuws missaal uit Troyes. Hierin zijn slechts de eerste 3 van de 12 klachten opgenomen.
In 1560 componeerde Giovanni Palestrina de eerste versie in polyfone muziek. Paus Pius IV gaf vervolgens opdracht om het uit te voeren in de Sixtijnse Kapel, waar men het nog elk jaar op Goede Vrijdag kan horen.

## Muziek
De eerste versies van de Improperia waren eenstemmig in het gregoriaans. Later zijn de Improperia verschillende malen meerstemmig op muziek gezet:
- Improperia door Giovanni Palestrina uit 1560, waarschijnlijk de eerste meerstemmige versie.
- Improperia door Diogo Dias Melgás (1638 - 1700)[8]
- Improperia door Karel Goeyvaerts uit 1959
- Los Improperios door Federico Mompou uit 1963, uitgevoerd door Collegium Musicum in juni 2005
- The Reproaches door John Sanders uit 1993.

## De Improperia en antisemitisme
In de geschiedenis zijn de Improperia gebruikt om het antisemitisme te voeden, waarbij Joden worden gezien als de moordenaars van Jezus. Er is dan ook kritiek op het nog steeds gebruiken van de Improperia. Het Beklag Gods wordt door groeperingen zoals het Overlegorgaan tussen Joden en Christenen (OJEC) in Nederland gekritiseerd. Het OJEC vond in 1999 dat deze tekst voor Goede Vrijdag nooit meer gezongen zou moeten worden in de Samen op Weg-kerken. De reden daarvan is dat de letterlijke tekst van het Beklag Gods een aanklacht vormt tegen het joodse volk die door joden als een belediging wordt ervaren. In deatzelfde jaar schrijf de Provinciale Commissie 'Kerk en Israël' van Friesland aan de kerkenraden en predikanten van de genoemde kerken, omdat zij van mening zijn dat in de klassieke tekst van het Beklag Gods de suggestie levend wordt gehouden dat de joden de eerste en de laatste verantwoordelijkheid voor de kruisdood dragen. Volgens het platform Appèl Kerk en Israël is het Beklag Gods antisemitisch.
In de Improperia komt het joodse volk volgens deze organistaies uitsluitend in negatieve gedaante voor. Onder andere volgens deze groeperingen is eeuwenlang de beschuldiging van de moord op god aan het joodse volk aanleiding geweest voor pogroms en vervolgingen. Daarom waren de joden vooral rond Pasen bevreesd voor hun bestaan.
Ook Johan W. van Hulst vindt het merkwaardig dat de omstreden liturgie, met het verwijt van antisemitisme, gehandhaafd is.
Eerder werd rond 1976 de tekst opgenomen in The Draft Proposed Book of Common Prayer, maar dit werd afgewezen door de General Convention van de Episcopal Church, vanwege de mogelijkheid om er een antisemitische interpretatie aan te geven. In 1979 werd een herziene versie van de Improperia opgenomen in From Ashes to Fire van de Methodisten. In deze versie werden de mogelijke verkeerde interpretaties vermeden. Deze versie werd vervolgens in 1985 opgenomen in The Book of Alternative Services van de Anglicaanse kerk van Canada. In deze versie verwijt Christus de mensheid dat zij het gekozen Israël tot zondebok hebben gemaakt voor hun eigen schuld. Volgens de Bijbelse verhalen van de kruisiging maakt Christus vanaf het kruis in geen enkel geval de mensheid of het Joodse volk verwijten.
Verschillende organisaties hebben alternatieven voor de Improperia voorgesteld.
Daar tegenover staat dat de interpretatie dat met 'het volk' de gehele mensheid wordt aangeduid die zich, telkens als zij het kwaad voortzet, schuldig maakt aan de dood van Christus, binnen het christendom algemeen aanvaard is. De Romeinse Catechismus die werd samengesteld tussen 1563 en 1566 in opdracht van het Concilie van Trente (1545 - 1563), vermeldt dat degenen die verantwoordelijk zijn voor de dood van Christus de zondaars van de hele mensheid zijn en niet alleen Joden. De Katholieke Kerk heeft dit nogmaals verduidelijkt in de verklaring Nostra Aetate van het Tweede Vaticaans Concilie (1962 - 1965) en in de Catechismus van de Katholieke Kerk in 1997. In 1959 was op initiatief van paus Johannes XXIII, die zich gedurende de Tweede Wereldoorlog als nuntius had ingezet voor de redding van Joden in Griekenland, de voorbede Oremus et pro perfideis Judaeis ook al uit de katholieke Goede Vrijdagliturgie verwijderd.

### Betreft antisemitisme
- OJEC periodiek, jaargang 15 no. 4, december 1999.